# ヘビに殺された男のいる風景
『ヘビに殺された男のいる風景』（ヘビに殺された男のいる風景、英: Landscape with a Man killed by a Snake）、または『ヘビのいる風景』（ヘビのいるふうけい、仏: Paysage au serpent) 、または『恐怖の効果』（きょうふのこうか、仏: Les Effets de le terreur）は、17世紀フランスの画家ニコラ・プッサンがおそらく1648年にキャンバス上に油彩で制作した風景画である。ローマにいたプッサンの庇護者ジャン・ポワンテル (Jean Pointel) に委嘱され、彼の死亡時の財産目録に明示されている。作品は1947年にロンドン・ナショナル・ギャラリーに購入されて以来、同美術館に展示されている。

## 作品
この絵画は、プッサンが1640年代末から1650年代初めにかけて制作した、いわゆる「英雄的風景画」の終わりごろの作品である。堂々とした丘や、丈高い樹々や小川、そして素晴らしい空の輝きを描くこれらの風景画は、「英雄的」という定義にふさわしい。本作は、これらすべての特徴を持っている。その主題は、無実な人間たちを突如として襲う事故に対する画家の強い関心を示している。オウィディウスの『変身物語』を拠り所としているという見方もあるが、関連性はないと思われる。
画面前景左の池のそばには、ヘビに巻きつかれ死んだ男がいる。その身体はだらりとし、肌は緑灰色の外観を呈している。男と女が恐怖と驚きの反応をしているものの、彼らの動作やポーズには静的なものがある。風景の構成方法は、段階的にドラマを明らかにしている。走っている男は死んだ男とヘビを見、女は走っている男だけを見、遠方の漁師は女だけを見ている。ここに描かれているのは「恐怖の波及効果」、あるいは「連鎖反応」である。木々が出来事を枠どるために用いられ、風景中の人々の左右交互の配置と、光と陰の部分の交互の配置により、鑑賞者の視線は遠方深くに導かれる。

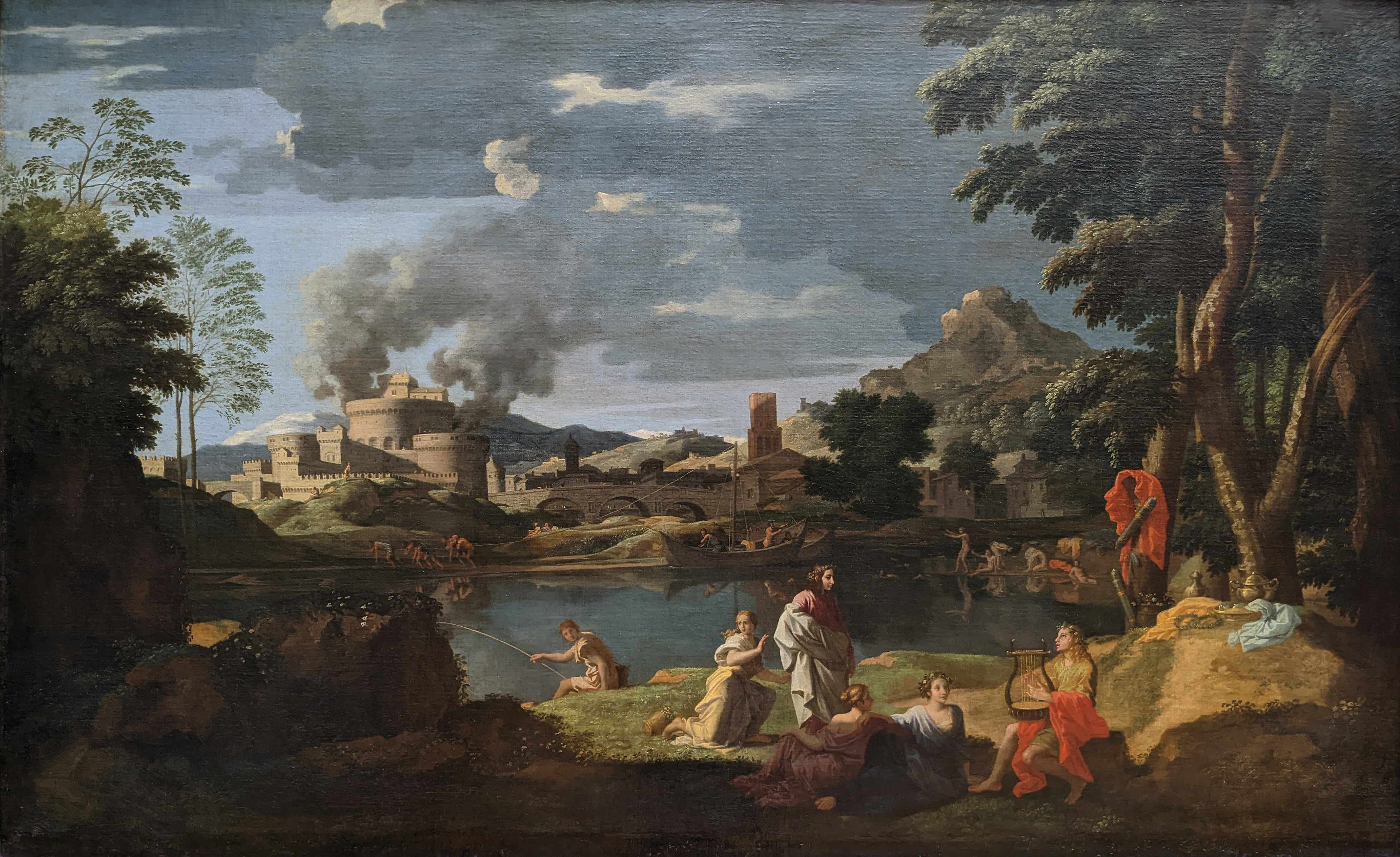
プッサン『オルフェウスとエウリュディケーのいる風景』 (1650年ごろ)、ルーヴル美術館、パリ

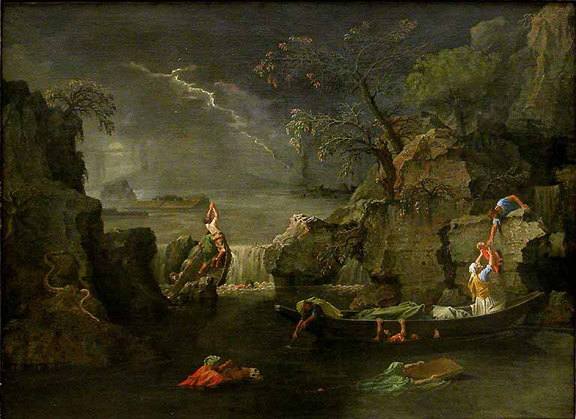
プッサン『冬』 (1660-1664年)、ルーヴル美術館、パリ

この絵画の主題はおそらく、ローマの南東の、ヘビが多かったことで悪名高いフォンディ地域に触発されたものである。背景に見えるのは、この地域の近くのテッラチーナとアミクラーエの町かもしれない。17世紀にフォンディは放棄されたが、画面には多くの人々が見えるので、情景は少なくとも部分的に空想上のものである。プッサンは画家としての人生の大部分をローマで過ごしたが、1648年には本作を委嘱したポワンテルとともにフォンディを訪れている。後の資料は、プッサンがヘビに殺された男のことを聞いたか、実際に目撃したことを示唆しており、これが彼にこの絵画を描く考えを与えたのである。
ポワンテルは、本作に加え、プッサンの『オルフェウスとエウリュディケーのいる風景』 (ルーヴル美術館、パリ) も所有していた。その絵画にもヘビに殺されるエウリュディケーの姿が表されており、両作品とも平和な田舎の中で突然訪れる死の情景が描かれている。草むらにいるヘビに遭遇するという主題は運命のいたずら、あるいは運命の反転を示している。座っている女の左側には3人が横たわっており、自身の命を知らずに危険にさらしているのである。なお、プッサンは『2人のニンフのいる風景』 (1651年、コンデ美術館、シャンティイ) や『冬』 (1660-1664年、ルーヴル美術館、パリ) にもヘビを描いている。
本作は古代美術の影響を受けており、それは特に青い服を着た男のいくぶん堅いポーズに明らかである。作品の保存状態はよくなく、年月のために色彩は暗いものとなっているため、本来の状態を知ることは難しい。しかし、プッサンの技術は、湖に反映する建物や、異なる樹々の葉を重ねて描く筆遣い、および樹々の葉の様々な緑色の色調に見て取れる。